# Anrichte

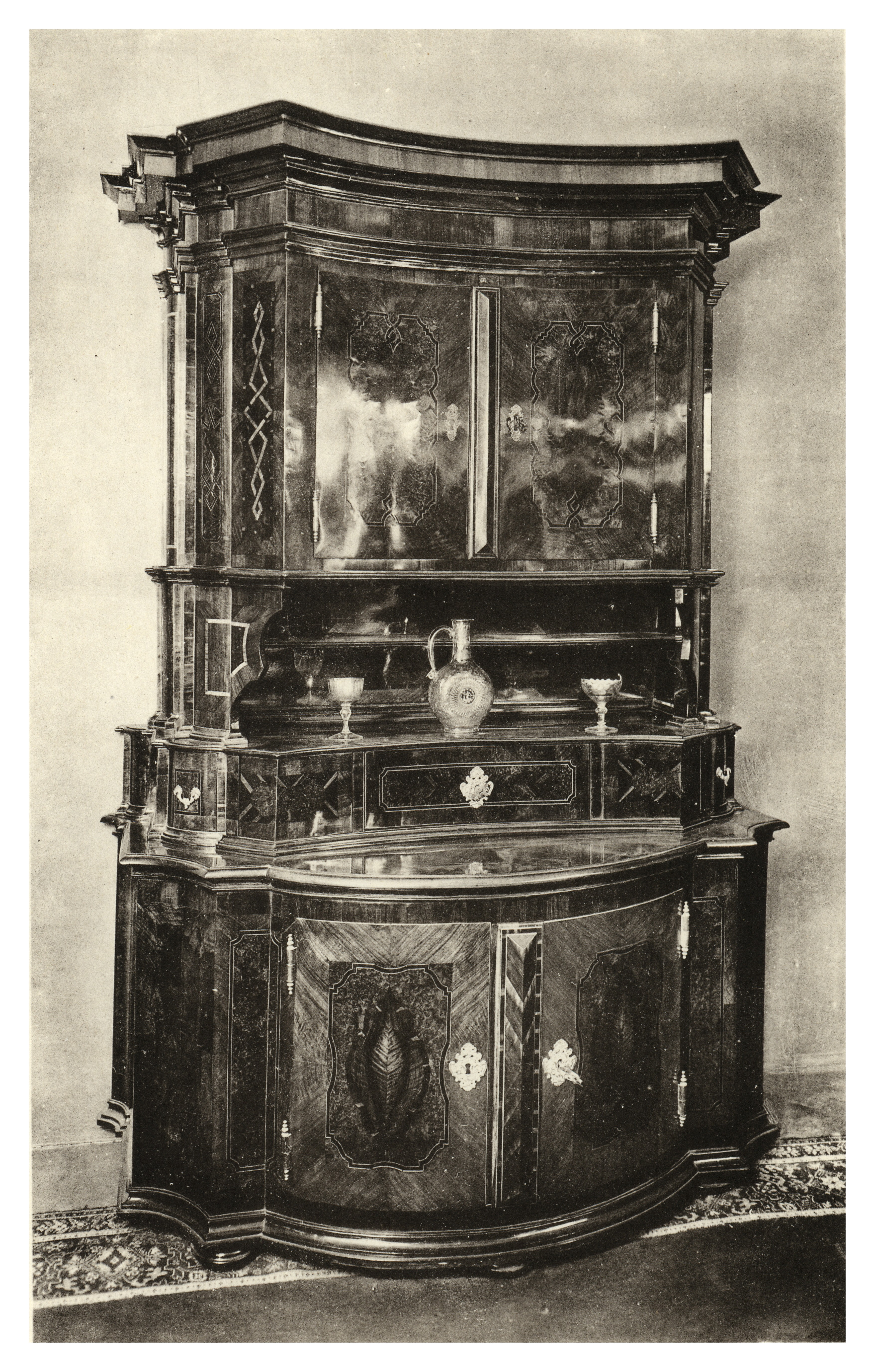
Kredenz mit italienischem Nussholz furniert, poliert. Schwer lastendes, vielfach gebrochenes, reich profiliertes Gesimse. Intarsien: Bandelwerk aus dunkelgefärbtem und hellem Birnholz. Theresianisch, 1740.

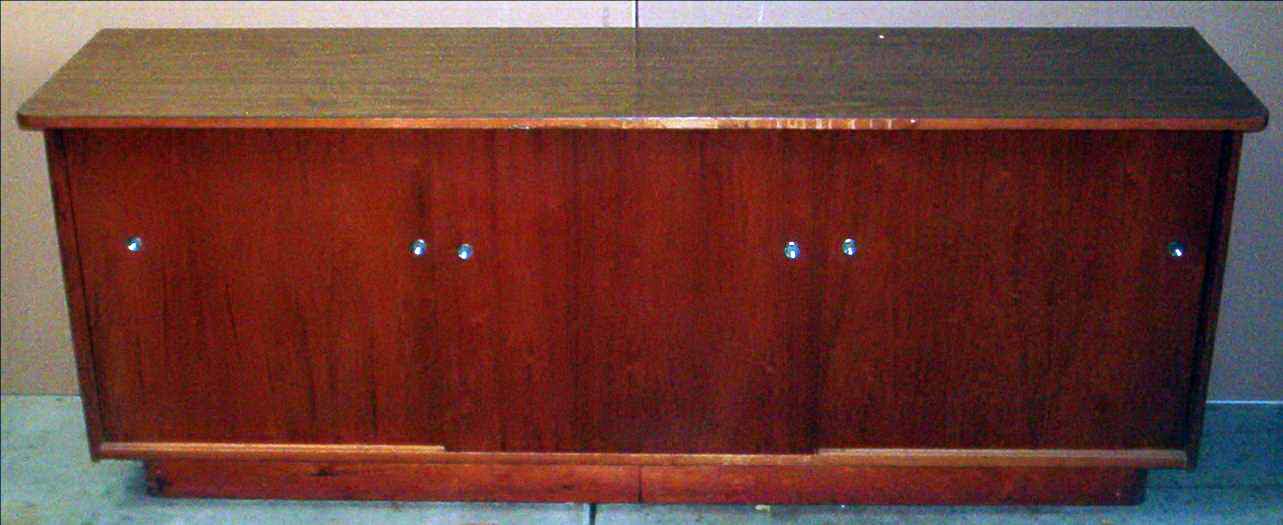
Moderne Anrichte, 20. Jahrhundert

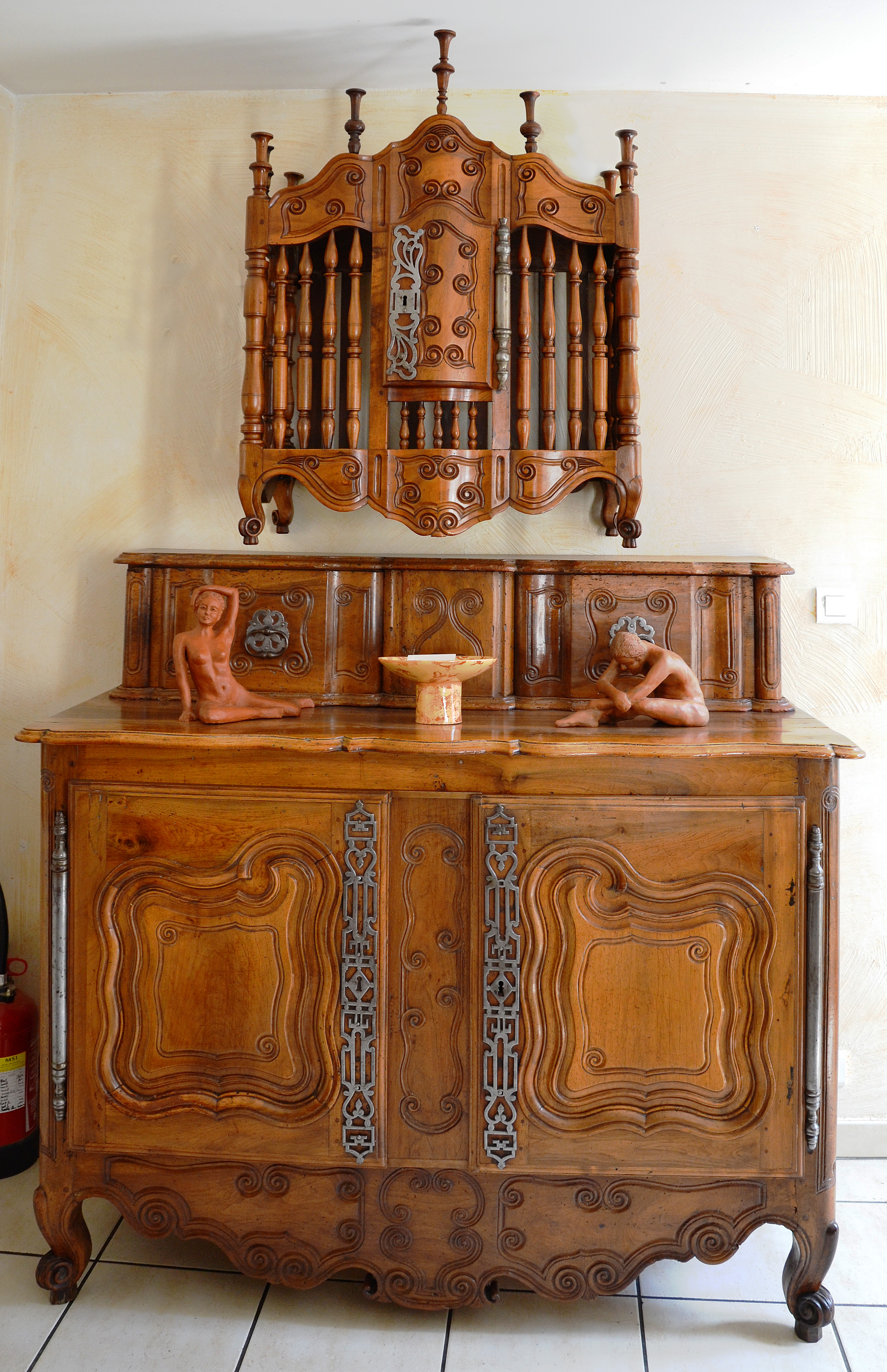
Kredenz mit hängendem Brotkasten (Panetière)

Eine Anrichte ist ein halbhohes, zwei- oder mehrtüriges Möbelstück zur Aufbewahrung von Tischdecken und Tafelgeschirr mit einer Arbeitsfläche zum Anrichten von Speisen. Ein Küchenbuffet, in Österreich auch Kredenz genannt, erreicht die volle Schrankhöhe. Der obere Aufbau steht dabei auf Sockeln oder Säulen über der weitgehend freien Anrichte.

## Wortherkunft
Das Wort Anrichte geht auf mittelhochdeutsch anrihte zurück. Das Wort Büfett (vor allem in der Schweiz und Österreich auch Buffet oder Büffet) lässt sich bereits Mitte des 16. Jahrhunderts als schweizerdeutsches Wort puffet nachweisen, das seinerseits aus dem italienischen buffetto entlehnt worden war. Im 18. Jahrhundert wurde es erneut aus dem französischen buffet entlehnt. Die Wortherkunft des italienischen bzw. französischen Wortes ist unbekannt.
Das heute veraltete Kredenz wurde im 15. Jahrhundert aus dem italienischen credenza entlehnt. Das italienische Wort geht auf mittellateinisch credentia („Vertrauen“) zurück, die Wortbedeutung als „Anrichtetisch“ erlangte das Möbel aus der italienischen Redewendung „far la credenza“ im Sinne der Prüfung auf Treue und Glauben, welche die Aufgabe eines Mundschenks oder Dieners umschrieb, die Speisen und Getränke an einem Seitentisch für seinen Herren vorzukosten. Nach Friedrich Kluge ist das Wort Kredenz eine Rückbildung aus kredenzen, was „anbieten, darreichen (von vorgekosteten Speisen)“ bedeutet.

## Geschichte
Oft wird ein Buffet „Anrichte“ genannt und umgekehrt. Es gibt jedoch historisch einen wesentlichen Unterschied in der Entstehung dieser beiden Möbel. Das Buffet hat sich aus der Truhe entwickelt, die Anrichte hat sich aus dem Tisch entwickelt. In Josua Maalers Wörterbuch Die Teütsch spraach (Zürich, 1561) wird sowohl der credentztisch (oder die credentz banck) als auch das credentz als „anrichte oder puffet“ erläutert.
Insbesondere bei Antiquitäten kann man noch deutlich die Unterschiede der Entwicklung, beginnend mit der Spätgotik, sehen. So standen Anrichten oft frei im Raum und sind allseitig verziert. Buffets standen auch damals schon an der Wand und sind an der Rückseite nicht verziert. Besonderer Beliebtheit erfreute sich das Buffet in der Zeit des Historismus als es, meist reich verziert, zum besonderen Prunkstück der „guten Stube“ eines bürgerlichen Haushalts wurde. Etwas einfacher gestaltete Anrichten und Buffets wurden als Küchenschrank, zur Aufbewahrung von Geschirr oder Vorräten, verwendet. Solche Küchenschränke, oft im  Stil des Gelsenkirchener Barock, wurden auch nach dem Zweiten Weltkrieg noch in großer Zahl hergestellt, bevor sich die Einbauküche durchsetzte.